# Andparken

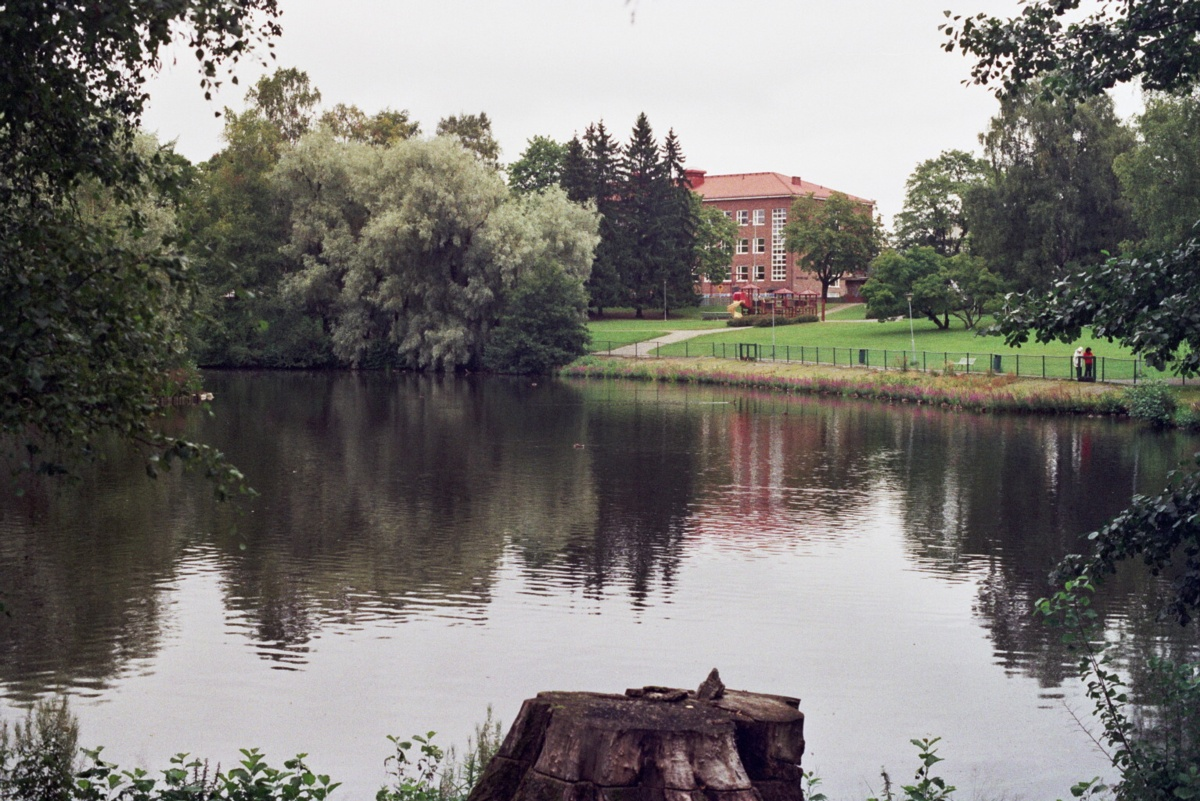
Andparken och dess damm.

Andparken (fi. Sorsapuisto) är en park  i centrum av Tammerfors. Parken anlades på 1930-talet kring en befintlig damm. Den är en av stadens mest kända och populära parker. I anslutning till parken ligger konsert- och kongresscentret Tammerforshuset.